# Temisó de Xipre
Temisó de Xipre (en llatí Themison, en grec antic Θεμίσων) fou un oficial selèucida que va viure al segle III aC.
Tenia la confiança del rei Antíoc II Theós, del que va ser ministre i company de plaers. Es diu que el rei els va deixar a ell i al seu germà Arist l'administració total dels afers públics, i alguna vegada va presentar a Temisó vestit d'Hèracles i va ordenar que li oferissin sacrificis sota aquest nom com si fos el mateix heroi. En parlen Ateneu de Nàucratis i Claudi Elià.